# Giuseppe Ciocca
Giuseppe Ciocca (Treviglio, 1867 – 1950) è stato uno scrittore di libri di gastronomia e pasticcere italiano.
Ciocca viene considerato il più importante pasticcere italiano della sua epoca, e un pastry chef in anticipo sui tempi. Viene inoltre ricordato per la sua Il pasticcere e confettiere moderno (1907), che verrà edita numerose volte, e per essere stato il massimo esperto di panettoni del periodo.

## Biografia
Nato nel 1867, a Treviglio, in Lombardia, Giuseppe Ciocca apprese le tecniche di pasticceria a Parigi quando era ancora giovanissimo, per poi collaborare al Giornale dei pasticcieri e confettieri.
Nel 1907, Ciocca pubblicò Il pasticciere e confettiere moderno il suo libro più celebre e importante. Il tomo ebbe un inaspettato successo, e verrà edito undici volte fino al 1959.
Gelati, dolci freddi, rinfreschi, bibite refrigeranti, conserve e composte di frutta e l'arte di ben presentarli (1913) elenca numerose specialità di pasticceria fredda. La seconda edizione dell'opera contiene ricette di bevande miscelate come il Monkey Gland e l'Alexander.
Del suo raro manuale tecnico Guida pratica per apprendisti pasticcieri e confettieri (1931), Ciocca riportò che si tratta dell'"ABC del pasticciere e confettiere ed è destinato a dare le prime indicazioni di quanto si fa in un laboratorio di pasticceria e di confetteria." Scopo dell'opera, secondo l'autore, è quello di "formare la base della nuova scuola con un'impronta prettamente moderna, consigliando di adoperare di preferenza i prodotti nazionali e cercando di mettere in valore le nostre specialità regionali".
Nel corso della sua carriera, Ciocca lavorò anche come imprenditore, confettiere e gelatiere, e collaborò a diverse riviste gastronomiche, fra cui quella di Arte culinaria della Società dei cuochi milanesi, di cui fu membro fondatore.
Ciocca morì nel 1950.

## Opere
- Il Pasticcere e confettiere moderno, 1907
- Gelati, dolci freddi, rinfreschi, bibite refrigeranti, conserve e composte di frutta e l'arte di ben presentarli, 1913
- La pasticceria artistica moderna, 1923
- Il caramellista e confettiere, 1928
- Guida pratica per apprendisti pasticcieri e confettieri. Tecnologia e merceologia dell'arte dolciaria, 1931
- Praline e fantasie di cioccolato, 1935 ca.